# Венгард SLV-1
Венгард Ес-Ел-Ві-1 (англ. Vanguard SLV-1 — Satellite Launch Vehicle 1 (Ракета-носій для запуску супутника-1), інша назва 20-дюймовий [508 мм] Лайман альфа-1 (англ. Vanguard 20in Lyman-Alpha 1)) — невдала американська спроба запустити штучний супутник Землі. Восьмий запуск за програмою «Венгард», четвертий невдалий.
Супутник був алюмінієвою сферою діаметром 508 мм масою 9,98 кг і мав досліджувати спектральні лінії Сонця (лінія Лайман-альфа).
Після успішного зльоту виникли проблеми при вмиканні другого ступеня. Внаслідок збою система управління запустила третій ступінь під кутом приблизно 63° до горизонталі, що унеможливило вихід на орбіту.